# Oliver Wolcott Gibbs
Ne doit pas être confondu avec Wolcott Gibbs ou Willard Gibbs.
Pour les articles homonymes, voir Wolcott et Gibbs.
Oliver Wolcott Gibbs était un chimiste américain né le 21 février 1822 à Londres et mort le 9 décembre 1908 à Newport (Rhode Island). Il est connu pour avoir réalisé la première analyse électrogravimétrique, à savoir la réduction des ions de cuivre et de nickel à leurs métaux respectifs,.
Il est également à l'origine d'un travail théorique important en lien avec les potentiels thermodynamiques, introduisant des variables de Gibbs et démontrant leur dépendance au travers de relations qui portent son nom.